# Joel Mendes
Joel Mendes (Campo Magro, 25 de junho de 1946 – Curitiba, 9 de dezembro de 2024) foi um futebolista brasileiro que atuava como goleiro.
Ganhou a Bola de Prata como melhor goleiro do Campeonato Brasileiro de 1974.

## Carreira
Filho mais velho de oito irmãos, com pai caminhoneiro, aos 10 anos se mudou para o bairro de Santa Felicidade, em Curitiba, onde iniciou sua carreira de goleiro em 1962, com apenas quinze anos, no Trieste FC, um dos mais tradicionais clubes do futebol amador da cidade. No clube, foi campeão em 1964, no primeiro título do clube. Chegou a ser apontado como o melhor goleiro amador do estado.
Em 18 de janeiro de 1965, foi contratado pelo Coritiba para ocupar o lugar de Raul Plassmann, que foi vendido para o São Paulo. Entre 1965 para 1966 alternou entre quartel e campo de futebol.
Estreou em 1967, jogando os 45 minutos finais de uma partida amistosa contra o Seleto de Paranaguá, substituindo o goleiro Barbosa. Ganhou o Bicampeonato Paranaense em 1968 e 1969, com relativa inconstância entre a titularidade e o banco de reservas. Assumiu a condição de titular no Torneio Roberto Gomes Pedrosa de 1969, com o técnico Francisco Sarno. Na primeira partida da primeira excursão de um time paranaense na Europa, em 30 de julho de 1969 em Hamburgo, Joel pegou um pênalti de Uwe Seeler, um dos maiores atacantes da seleção alemã, e que nunca tinha errado pênalti na vida - A torcida alemã se levantou e o aplaudiu.
Em 6 de janeiro de 1970, foi pivô da maior transação do futebol paranaense, se transferindo para o Santos por 300 mil de cruzeiros. Na negociação, o Coritiba recebeu os passes de Hermes, Negreiros, Werneck, além do valor arrecadado em dois jogos disputados com o time de Pelé. Com apenas dois coletivos, Joel entrou em forma e logo foi aproveitado na conquista do Torneio Hexagonal do Chile. Em seguida, sua participação também foi determinante no título da Taça Cidade de São Paulo em 1970. Até que fraturou o punho da mão direita e ficou impossibilitado de jogar por seis meses e, quando voltou, o Santos tinha contratado Agustin Céjas.
Em 1972, passou pela Portuguesa de Desportos, onde ficou pouco tempo.
Foi cogitado no Corinthians, mas foi emprestado, em 1973, para o Coritiba, ficando na reserva de Jairo durante as conquistas do Torneio do Povo e do Campeonato Paranaense daquele ano.
Em março de 1974, foi emprestado por uma temporada ao Vitória por Cr$ 50.000, onde foi eleito o melhor goleiro do Campeonato Brasileiro daquele ano e ganhou a Bola de Prata como prêmio. O clube terminou o campeonato em 8° colocado após ser eliminado na Fonte Nova em um empate sem gols com o Vasco. Sem dinheiro, o Vitória não pode comprá-lo devido ao alto valor de seu passe, estipulado em Cr$ 400.000.
Foi atleta do Peixe por cinco anos, de 1970 a 1975.
Seus direitos foram negociados de forma definitiva com o Bahia, por 150 mil cruzeiros, onde ganhou três estaduais entre 1975 e 1977.
Em 13 de abril de 1977, foi para o Santa Cruz por 700 mil cruzeiros, onde foi bi-campeão em 1978 e 1979. Também participou da excursão Fita Azul em 1979.
Depois de uma briga no clube, regressou à sua cidade natal em 1980 para atuar pelo Colorado, adquirido por 500 mil cruzeiros. No clube, em 16 de novembro de 1980, pelo primeiro turno do quadrangular final do Campeonato Paranaense, no estádio Theodoro Colombelli, em Cascavel, o goleiro Zico do Cascavel foi repor a bola em circulação e pôs tanta força no chute que a bola atravessou o campo e entro no gol de Joel.
Em 1982, chegou a atuar pelo Operário-MS. Em 1982 foi citado no escândalo da Máfia da Loteria Esportiva. Pendurou as luvas no Colorado em 1984. Depois da aposentadoria, atendeu a insistentes pedidos de amigos e foi jogar algumas partidas nesse mesmo ano pelo AC Paranavaí, no Campeonato Paranaense.
Após a aposentadoria, abriu uma panificadora e restaurante na capital paranaense.
De 1998 a 2003, conciliou a vida de empresário com a supervisão das categorias de base do Coritiba. Também atuou como treinador de goleiros.

### Títulos
Coritiba
- Campeonato Paranaense: 1968, 1969, 1973
- Torneio do Povo: 1973

Bahia
- Campeonato Baiano: 1975, 1976, 1977

Santa Cruz
- Campeonato Pernambucano: 1978, 1979

Individual
- Bola de Prata: 1974

## Morte
Morreu no dia 9 de dezembro de 2024, aos 78 anos, vítima de um acidente vascular cerebral, em Curitiba.